# Bryan Colula
Bryan Colula Alarcón (sinh ngày 4 tháng 6 năm 1996) là một cầu thủ bóng đá người México hiện tại thi đấu cho Necaxa theo dạng cho mượn từ América.

## Danh hiệu

### Câu lạc bộ
Necaxa
- Copa MX: Clausura 2018